# 元丰鉴铸钱遗址
元丰鉴铸钱遗址，位于中国广西壮族自治区梧州市钱鉴，为一个省级文物保护单位，类型为古遗址，为第二批广西壮族自治区文物保护单位，公布时间为1981年8月25日。
元丰鉴铸钱遗址的历史年代为宋。